# 杨柳白族彝族乡
杨柳白族彝族乡是中华人民共和国云南省保山市隆阳区下辖的一个民族乡。

## 行政区划
杨柳白族彝族乡下辖以下村级行政区划单位：
杨柳村、茶山村、一碗水村、阿东村、马湾村、岩头村、干田村、鱼和村、法水村、马鞍村、平掌村、冷水村、茶花村、娘咱村、鱼塘村、马田村、河湾村和联合村。